# Ponza (gemeente)

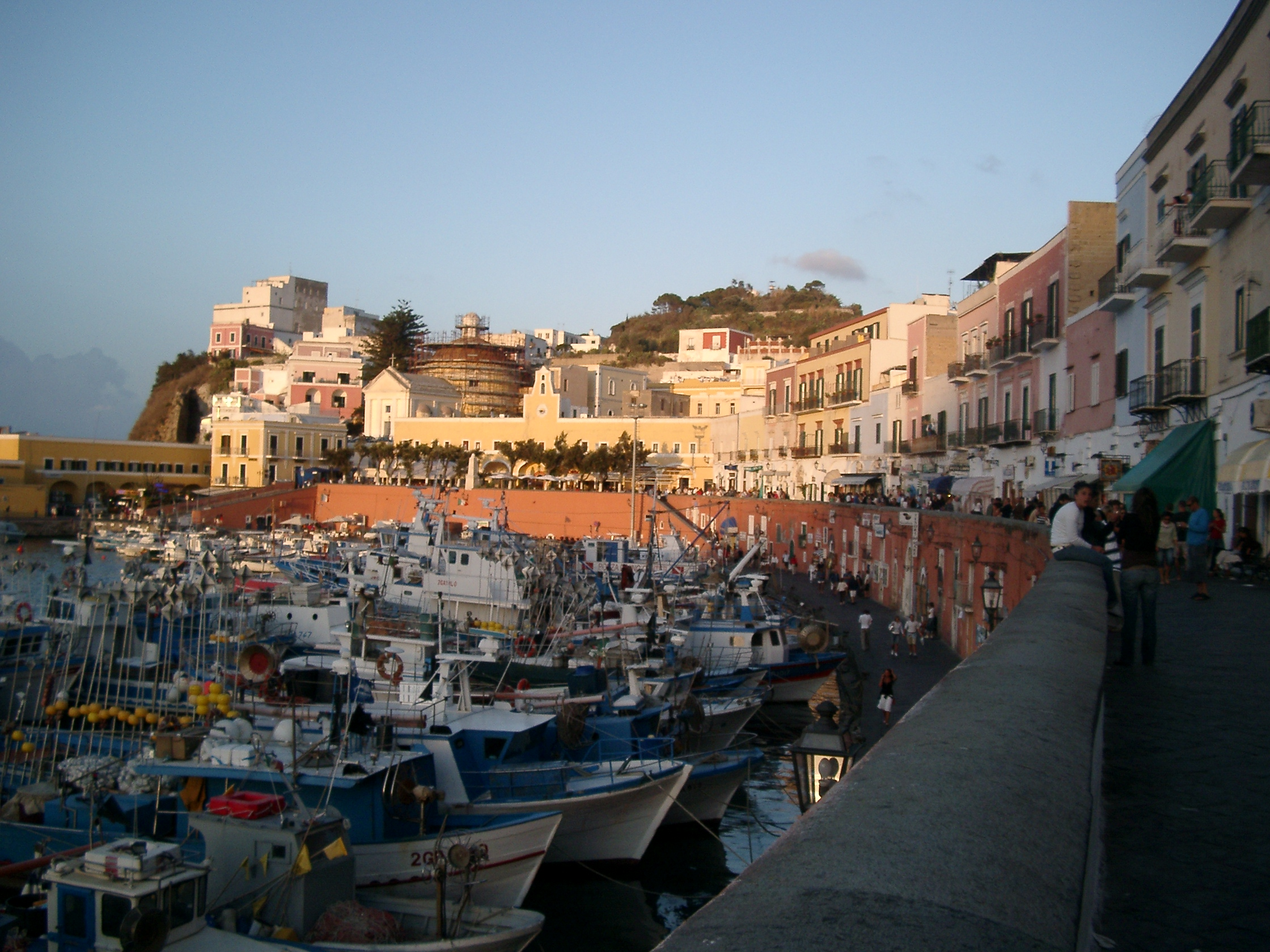
Blik op de haven van Ponza

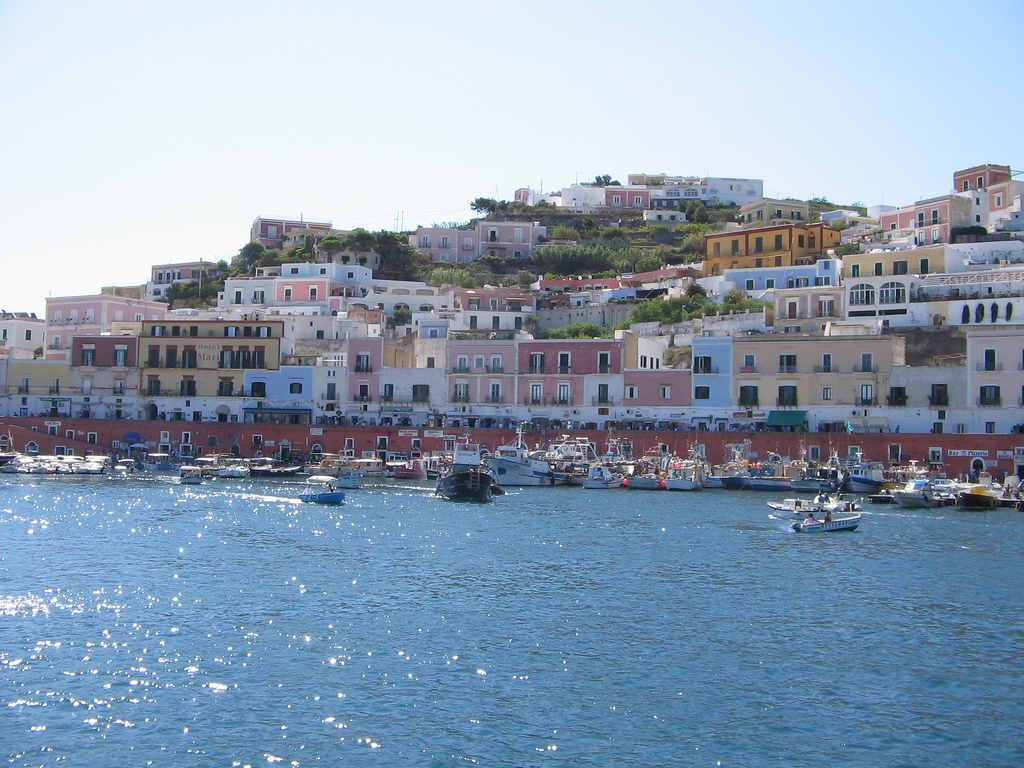
zicht op de stad vanaf zee

Ponza is een gemeente in de Italiaanse provincie Latina (regio Latium) en telt 3242 inwoners (31-12-2004). De oppervlakte bedraagt 9,9 km², de bevolkingsdichtheid is 315 inwoners per km².

## Demografie
Ponza telt ongeveer 1463 huishoudens. Het aantal inwoners daalde in de periode 1991-2001 met 6,2% volgens cijfers uit de tienjaarlijkse volkstellingen van ISTAT.
| Jaar | Inwoneraantal |
| ---- | ------------- |
| 1991 | 3315          |
| 2001 | 3110          |

## Geografie
De gemeente is vernoemd naar het grootste Pontijnse Eiland Ponza, dat samen met drie andere eilanden in de Tyrreense Zee, Palmarola, Zannone en Gavi, de gemeente Ponza vormt. De eilanden liggen gemiddeld tien meter boven zeeniveau.